# Anni 170
Gli anni 170 sono il decennio che comprende gli anni dal 170 al 179 inclusi.

## Eventi, invenzioni e scoperte
- Luciano di Samosata si trasferisce in Egitto in veste di segretario della cancelleria imperiale.

## Personaggi
- Luciano di Samosata